# Polo Troconis
Leopoldo Michael Troconis Izquierdo, conocido como Polo Troconis (Caracas, 20 de abril),  es un locutor y productor radial venezolano, establecido en Miami, Estados Unidos, actualmente trabaja para Univision Radio, 107.5 Amor como Content Manager y On Air Talent, y para Circuito Éxitos donde conduce la Polo Music los fines de semana. Es conocido por sus shows radiales dedicados a la música de los años 80 y 90 y por ser Fundador de emisoras de radio en Venezuela.

## Biografía
Estudió en el Colegio San Ignacio de Loyola, Licenciado en Educación. Mención Ciencias Sociales en la   Universidad Católica Andrés Bello donde  también curso estudios de  Comunicación Social . Empezó a trabajar en una radio local, Radio Armonía, a los 20  años de edad. Luego pasó por Caracas 750 AM, Radio Nacional de Venezuela y La Mega (Venezuela), donde se desempeñó como General Mánager durante 11 años.
Realizó la transmisión de los Premios Grammy para la radio venezolana. Trabajó junto a Ivan Loscher en la transmisión que hizo La Mega 107.3 junto a  HBO  en el programa Festival de Woodstock. También pasó por Puma TV, donde fue Gerente de Producción, Terra, Circuito X y Capital FM. Formó y forma parte del Staff de radiocaribe.com 
Fue fundador de La Radio del Ateneo (Ateneo 100.7 FM), donde trabajó como director durante 11 años. Durante sus dos últimos años en Venezuela, mantuvo un programa de radio junto a Iván Loscher en Éxitos 99.9 FM. Se mudó a Estados Unidos en 2015, donde trabaja actualmente como Content Manager y On Air Talent  de Amor 107.5 y Mix 98.3 en la ciudad de Miami , Florida, mientras mantiene la Polo Music en Éxitos FM en Venezuela.